# Legal Eagles
 Legal Eagles és una pel·lícula estatunidenca de 1986, dirigida per Ivan Reitman.

## Argument
En el marc de la defensa d'una dona acusada de robatori, l'ajudant del procurador Tom Logan, acompanyat d'una advocada, investiga al món de les galeries d'art novaiorqueses, sota l'amenaça d'un assassí.

## Repartiment
- Robert Redford: Tom Logan
- Debra Winger: Laura Kelly
- Daryl Hannah: Chelsea Deardon
- Brian Dennehy: Cavanaugh
- Terence Stamp: Victor Taft
- Steven Hill: Bower
- David Clennon: Blanchard
- John McMartin: Forrester
- Roscoe Lee Browne: Jutge Dawkins
- Christine Baranski: Carol Freeman
- Sara Botsford: Barbara
- David Hart: Marchek
- Peter Boyden: McHugh